# Cimetière El Kettar
Le cimetière El Kettar est un cimetière situé à Alger.

## Étymologie
El Kettar signifie « distillateur », à cause d'un fleuriste qui distillait des fleurs de jasmin, au milieu d’un verger.

## Historique
Vers 1820, sur l'entrée de l'actuel cimetière se trouvait une demeure ottomane, dont il reste des ruines, possédant des colonnes et des arcades, servant à faire la toilette funèbre.
Le cimetière est construit en 1836, et remplace le cimetière Sidi Abderrahmane.
Des tombes sont vandalisées en 2019 et 2020,. Le cimetière affiche désormais complet, certains enterrent leurs proches en ouvrant la tombe d'un autre proche pour l'enterrer au-dessus.

## Description
S'étendant sur 14 hectares, il est érigé sur une pente qui va jusqu'à Bab El Oued. Le bas est situé sur l'ouverture de Oued Koriche. Le cimetière héberge 65 000 tombes.